# عفاف جنيفان
عفاف جنيفان (بالإيطالية: Afef Jnifen)‏ عارضة أزياء ومقدمة برامج تلفزية تونسية إيطالية، ولدت في 3 نوفمبر 1963 في بنقردان (تونس).

## حياتها
هي رابعة أبناء الوزير المفوض محمد جنيفان الستة، وهو الذي لعب دورًا كبيرا في العلاقات الثنائية التونسية الليبية. سافرت إلى فرنسا لتعمل كعارضة أزياء، وهو ما جعلها تسافر إلى العديد من البلدان للعمل، إلى أن أعجب بها أشهر مصمّمي الأزياء الإيطاليين.
أطلق شهرتها المصوّر الفرنسي جون بول غود، الذي عملت معه في بعض الدعايات الإشهارية، ثم عملت مع أشهر مصمّمي الأزياء الإيطاليين والفرنسيين، على غرار جورجو أرماني وروبرتو كافالي وجون بول غوتييه وشانيل.
أطلقت الصحافة الإيطالية على زواج عفاف، اللذي تم يوم 22 كانون الأول / ديسمبر 2001 من الملياردير الإيطالي Marco Tronchetti Provera، إمبراطور صناعة المطاط ورئيس شركة بيريلي PIRELLI  ، صفة «زواج القرن»
استطاعت عفاف جنيفان أن تشق طريقها عبر دراستها المتخصصة، وأيضا عملها الدؤوب، مع كبرى الوكالات العالمية، في عالم الأزياء والجمال، حتى باتت اليوم، إحدى السفيرات الأساسيات لدار رويال المتخصصة في مستحضرات التجميل.

## أعمالها التلفزية
ظهرت بين عامي 1996 و1997 كضيفة في برنامج Maurizio Costanzo Show (أي «عرض ماوريتسو كوستانتسو»). بدأت عام 1998 في تقديم برنامج Nonsolomoda (أي «ليس فقط موضة») على قناة كانالي 5 (بالإيطالية: Canale 5)‏ التابعة لمجموعة ميدياست (بالإيطالية: Mediaset)‏، حيث تعرّفت على رجل الأعمال ماركو ترونكاتي بروفيرا (بالإيطالية: Marco Tronchetti Provera)‏ الذي تزوجته عام 2001.
بدأت عام 1999 في العمل مع الإذاعة والتلفزة الإيطالية (بالإيطالية: RAI)‏، وذلك من خلال تقديم برنامج Scommettiamo che...? (أي «نحن نراهن على أن...؟») مع فابريسيو فريتسي (بالإيطالية: Fabrizio Frizzi)‏ على قناة راي أونو (بالإيطالية: Rai Uno)‏. ثم قدّمت عام 2004 برنامج Le Iene (أي «الضباع») على قناة إيطاليا 1 (بالإيطالية: Italia 1)‏، ثم ساعدت عام 2006 جيني نيوكي (بالإيطالية: Gene Gnocchi)‏ في برنامج La grande notte (أي «الليلة الكبرى») على قناة راي دوي (بالإيطالية: Rai Due)‏. إثر خلاف بينها ورئيس مجلس الشيوخ الإيطالي مارتشيلو بيرا (بالإيطالية: Marcello Pera)‏ عام 2005 حول اندماج المسلمين في إيطاليا، قررت استعدادها ترشيح نفسها للانتخابات العامة الإيطالية لعام 2006 عن حزب اتحاد الديموقراطيين من أجل أوروبا (بالإيطالية: Popolari-UDEUR)‏، وهو ما لم تقم به بعد ذلك.
وكما أنها تلعب دور العضو في لجنة تحكيم بروجكت رانواي الشرق الأوسط بنسخته الأولى عام 2016

## روابط خارجية
- عفاف جنيفان على موقع IMDb (الإنجليزية)